# Totoaba
O totoaba ou totuava (Totoaba macdonaldi) é um peixe marinho. É o maior membro da família Sciaenidae, é endêmico do Golfo da Califórnia, no México. É a única espécie do gênero Totoaba. Outrora abundante, o totoaba tornou-se raro graças à pesca intensiva. Está listado na CITES, na Lista Vermelha da IUCN de Espécies Ameaçadas , e na Lei de Espécies Ameaçadas de extinção.

## Ciclo de vida
O totoaba pode crescer até dois metros de comprimento e chegar a 100 quilos. Sua dieta consiste de actinopterígeos e crustáceos. Os indivíduos podem viver até 15 anos, mas a maturidade sexual não é alcançada até os peixes completarem 6-7 anos de idade. Como a desova de totoabas ocorre apenas uma vez ao ano, o crescimento da população é lento. A desova do totoaba ocorre no delta do Rio Colorado, que também serve como um berçário para peixes jovens.
A população do totoaba é encontrada em dois grupos distintos: a fase larval e juvenil ocupa o delta do Rio Colorado, enquanto a população de adultos vive a maior parte do ano em águas mais profundas no Golfo da Califórnia. A população adulta migra para o Rio Colorado de abril a maio para a desova. Totoabas de um ano de idade são metabolicamente mais eficientes em água salobra com cerca de 20 partes por mil de salinidade, um nível que ocorreu naturalmente no delta antes do desvio da água do rio que ocorreu em meados do século XX.

## Ameaças
O desvio de água do Rio Colorado nos Estados Unidos deixa pouca ou nenhuma água doce para chegar ao delta, alterando o meio ambiente no delta e a salinidade do Mar de Cortez. 
O fluxo de água doce até a foz do Colorado desde a conclusão das barragens Hoover e Glen Canyon foi de apenas 4% da vazão média durante o período de 1910 a 1920. Esta é considerada uma das principais causas do declínio da população de totoaba.

## Caça submarina
Antes da proibição em 1975, o recorde mundial de caça submarina para a espécie era do pescador Hal Lewis de  San Diego, Califórnia. O peixe foi capturado em Guaymas em 20 de novembro de 1962, e pesou 33,8 quilos.[carece de fontes?]
 

## A caça furtiva
Outra ameaça para o totoaba é a caça furtiva: a bexiga natatória é uma mercadoria valiosa, pois é considerada uma iguaria na cozinha chinesa; a carne também é procurada para fazer sopas. A bexiga é erroneamente considerada por muitos chineses um remédio natural para tratamento de problemas de fertilidade, dermatológicos e circulatório. Em 2013, 200 bexigas podiam ser vendidas por US$3,6 milhões.  A pesca ilegal de totoaba também ameaça a vaquita, toninha criticamente ameaçada endêmica do norte do Golfo da Califórnia, que parece estar condenada à extinção, a menos que redes de emalhar em seu habitat sejam proibidas.

## Conservação
Em 16 de abril de 2015, Enrique Peña Nieto, Presidente do México, anunciou um programa de resgate e conservação da vaquita e do totoaba, incluindo apoio financeiro aos pescadores na área. Alguns comentaristas acreditam que as medidas são insuficientes para salvar a vaquita.

## Trocas comerciais

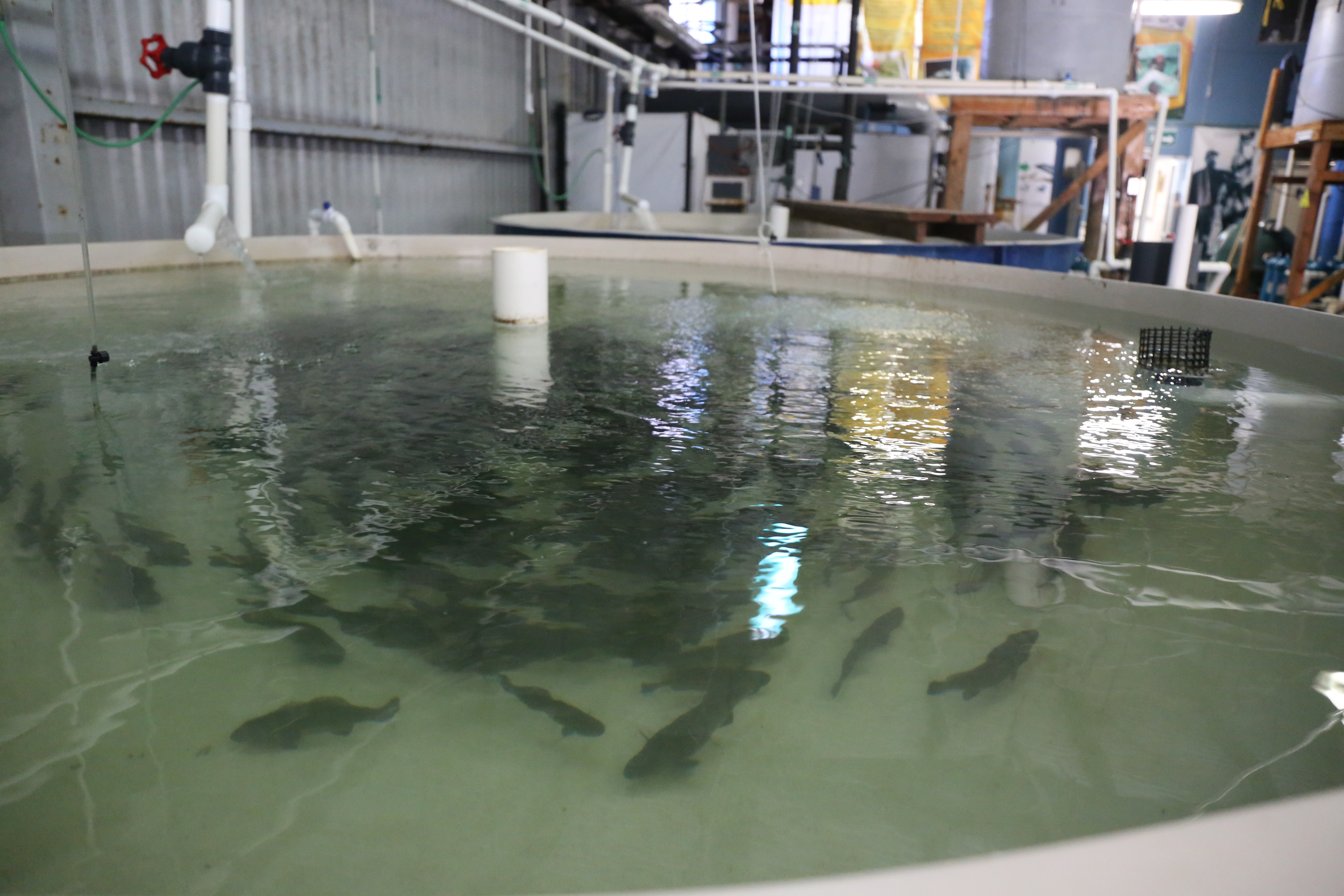
Tanques para Totoaba na Universidade Autônoma da Baixa Califórnia

A pesca comercial do totoaba começou na década de 1920. A captura atingiu 2.000 toneladas em 1943, mas tinha caído para apenas 50 toneladas, em 1975, quando o México proibiu a pesca. A evidência anedótica sugere que totoabas foram muito abundantes, antes do início da pesca comercial. Estudos recentes indicam que a população de totoaba estabilizou em um nível baixo, talvez um pouco maior desde a proibição da pesca em 1975. Alguns totoabas são exportados ilegalmente para os Estados Unidos, muitas vezes identificados como corvinata-branca. O governo da Baixa Califórnia tem autorizado a piscicultura de totoabas, afim de conter a pesca ilegal. 